# Bruno Mattei
Bruno Mattei (n. 30 iulie 1931, Roma, Regatul Italiei – d. 21 mai 2007, Lido di Ostia⁠(d), Roma, Lazio, Italia) a fost un regizor de film  și scenarist italian, care a realizat diferite filme într-o gamă largă de genuri, variind de la teme ca femei în închisoare (WIP) la filme cu zombie. A folosit mai multe pseudonime, predominant fiind Vincent Dawn (ales pe baza filmului Dawn of the Dead de George A. Romero).

## Filmografie selectivă ca regizor
- Casa privata per le SS / SS Girls (1977) altă denumire: Private House for the SS
- SS Extermination Love Camp  (1977)
- Emanuelle's Erotic Nights  (1977)
- Emanuelle and the Porno Nights  (1977)
- Sexy Night Report (1977) altă denumire: Mondo Erotico
- The True Story of the Nun of Monza (1980)
- Virus - l'inferno dei morti viventi / Virus: Hell of the Living Dead (1980) altă denumire: Night of the Zombies sau Zombie Creeping Flesh
- The Other Hell (1981) altă denumire: The Presence sau Guardian of Hell
- Porno Holocaust (1981) regizat (nemenționat) împreună cu Joe D'Amato
- Nero and Poppea: An Orgy of Power (1982)
- Caligula and Messalina (1982) altă denumire: Caligula's Perversions
- Violenza in un carcere femminile / Violence in a Women's Prison (1982) altă denumire: Caged Women
- Women's Prison Massacre (1983) altă denumire: Emanuelle Escapes From Hell
- Seven Magnificent Gladiators (1983, cu Lou Ferrigno) regizat împreună cu Claudio Fragasso
- Rats: Night Of Terror (1983) thriller SF (unul din proiectele favorite ale lui Mattei)
- Shark: Rosso nell'oceano / Monster Shark (1984)  regia Lamberto Bava, regizor-secund: Mattei
- White Apache (1986, Spaghetti western)
- Scalps (1986, Spaghetti western)
- Double Target (1987) cu Bo Svensson & Donald Pleasence
- Strike Commando (1987) cu Reb Brown & Christopher Connelly
- Cop Game (1988, film dramatic polițist)
- Robowar (1988, SF) cu Reb Brown
- Strike Commando 2 (1988) altă denumire: The Diabolical Trap, cu Richard Harris
- Zombi 3 (1988) co-regizat cu Lucio Fulci în Filipine (nemenționat)
- Zombi 4: After Death (1988) Mattei a co-produs acest film, dar l-a lăsat pe Claudio Fragasso să-l regizeze
- Born to Fight (1989, film de război)
- Shocking Dark (1989) altă denumire: Terminator 2
- Desire (1990)
- Dangerous Attraction (1994)
- Eyes without a Face (1994) altă denumire: Madness
- Cruel Jaws (1995) altă denumire: The Beast, aka Jaws 5
- Ljuba (1996) altă denumire: Body and Soul
- Killing Striptease (2001) altă denumire: Belle Da Morire
- Snuff Trap (2003) altă denumire: Snuff Killer-La Morta in diretta
- Land of Death (2003) altă denumire: Nella Terra dei Cannibali/In the Land of The Cannibals sau Cannibal Ferox 3
- Mondo Cannibal/ Cannibal World (2003) altă denumire: The Real Cannibal Holocaust sau Cannibal Holocaust 2
- Killing Striptease 2 (2005) altă denumire: Belle Da Morire 2
- The Tomb (2006) altă denumire: Don't Open That Tomb
- The Jail: A Woman's Hell (2006) altă denumire: Lost Soul
- Island of the Living Dead (2006)
- Zombies: The Beginning (2007) o continuare a Island of the Living Dead